# Force Majeure (album de Doro)
Pour les articles homonymes, voir Force majeure (homonymie).
Albums de Doro
Doro
(1990)
Force Majeure est le premier album studio de Doro sorti en 1989, premier album depuis la séparation avec le groupe Warlock.
Après le succès de l'album Triumph and Agony du groupe Warlock, qui a obtenu le disque d'or en Allemagne et a atteint le top 100 aux États-Unis, Doro Pesch est restée la seule membre original du groupe. L'utilisation du nom Warlock fut réclamée par l'ex-manageur du groupe, la maison de disques suggéra alors d'utiliser le nom Doro. Toutefois, la première impression du vinyle a été publiée avec un autocollant sur la couverture près du nom de Doro avec "+ Warlock" inscrit.
Tout comme Triumph and Agony, l'album a été enregistré aux États-Unis et produit par Joey Balin. Le bassiste Tommy Henrisken, qui faisait partie de la dernière formation de Warlock, a aussi joué sur cet album. Formation complétée par le batteur Bobby Rondinelli (Rainbow, Scorpions, Quiet Riot, Black Sabbath, Blue Öyster Cult) et le guitariste Jon Levin, dont le nom fut maladroitement imprimé sur la pochette (Jon Devin).
L'album a été enregistré aux studios Victory / Kajem à Gladwyne en Pennsylvanie et au studio Right Track Recording (en) à New York.

## Composition du groupe
- Doro Pesch – chants
- Jon Levin – guitare
- Tommy Henriksen – basse
- Bobby Rondinelli – batterie
- Claude Schnell – claviers

## Liste des titres
| No  | Titre                   | Auteur                                             | Durée |
| --- | ----------------------- | -------------------------------------------------- | ----- |
| 1.  | A Whiter Shade of Pale  | Gary Brooker, Keith Reid                           | 3:49  |
| 2.  | Save My Soul            | Doro Pesch, Joey Balin                             | 3:47  |
| 3.  | World Gone Wild         | Doro Pesch, Joey Balin                             | 3:54  |
| 4.  | Mission of Mercy        | Doro Pesch, Joey Balin                             | 3:57  |
| 5.  | Angels with Dirty Faces | Doro Pesch, Joey Balin                             | 3:59  |
| 6.  | Beyond the Trees        | Doro Pesch, Joey Balin                             | 2:28  |
| 7.  | Hard Times              | Doro Pesch, Joey Balin                             | 3:32  |
| 8.  | Hellraiser              | Doro Pesch, Joey Balin, Tommy Henriksen            | 4:57  |
| 9.  | I Am What I Am          | Doro Pesch, Joey Balin, Tommy Henriksen            | 2:35  |
| 10. | Cry Wolf                | Doro Pesch, Joey Balin, Tommy Henriksen            | 4:47  |
| 11. | Under the Gun           | Doro Pesch, Joey Balin, Tommy Henriksen, Jon Levin | 3:49  |
| 12. | River of Tears          | Doro Pesch, Joey Balin                             | 3:55  |
| 13. | Bis aufs Blut           | Doro Pesch                                         | 0:36  |

## Charts
| Pays       | Position | Réf   |
| ---------- | -------- | ----- |
| Allemagne  | 5        | [ 3 ] |
| États-Unis | 154      | [ 4 ] |
| Suisse     | 12       | [ 5 ] |